# Cordulisantosia newtoni
Cordulisantosia newtoni – gatunek ważki z rodziny szklarkowatych (Corduliidae).